# Ekonomi24
Ej att förväxla med E24.se.
Ekonomi24 ("E-24") var en svensk webbplats för affärsnyheter, aktiv 2000-2002.
Webbplatsen grundades år 2000 av Dagens Industri-reportrarna Thomas Peterssohn och Andreas Cervenka. Peterssohn blev chefredaktör och Mats Edman anslöt sig snart som vd. Bland investerarna fanns Hierta Ventures, VLT-koncernen, Göteborgs-Posten Ventures och Ledstiernan. Bland journalister som rekryterats för tidningen fanns Mats Paulsen, Lars Stahre, Per Agerman, Lotta Edling och Gunilla Herlitz.
Sajten lanserades den 1 september 2000. Sajten hade också olika redaktionella samarbeten med Veckans Affärer, Stockholm News, Vision och Finanstidningen. Den 10 december 2001 infördes en betalvägg.
År 2001 fick Peterssohn och Cervenka Stora journalistpriset i kategorin nya medier för arbetet med Ekonomi24.
I april 2002 köptes webbplatsen av Affärsvärlden. Redaktionerna slogs ihop och Ekonomi24 blev Affärsvärldens nyhetssajt, inledningsvis under namnet "Affärsvärlden 24". Senare startades den orelaterade webbplatsen N24.se som i juni köpte domänen e24.se av Affärsvärlden och därefter tog namnet E24.